# Flughafen Beauvais-Tillé

i7
i11
i13
Der Flughafen Beauvais-Tillé (frz. Aéroport de Beauvais-Tillé, IATA-Code: BVA, ICAO-Code: LFOB) ist ein internationaler Verkehrsflughafen in der nordfranzösischen Region Hauts-de-France. Er ist vom Passagieraufkommen einer der beiden wichtigsten Flughäfen Nordfrankreichs, gemeinsam mit dem Flughafen von Lille-Lesquin. Der Flughafen von Beauvais-Tillé befindet sich im Gemeindegebiet von Tillé am nördlichen Stadtrand von Beauvais. Aus Gründen des Marketings wird der Flughafen von der Betreibergesellschaft und einigen Fluggesellschaften als Flughafen Paris-Beauvais (Aéroport de Paris-Beauvais) bezeichnet, obwohl die französische Hauptstadt 84 Kilometer südlich liegt. Er wird in erster Linie durch Billigfluggesellschaften genutzt und zählte im Jahr 2024 6,55 Millionen Reisende.

## Geschichte

### Bis 1944
Der Flughafen wurde in den 1930er Jahren erbaut und 1937 eröffnet. Er wurde im Zweiten Weltkrieg durch die deutsche Luftwaffe besetzt.
Die folgende Tabelle zeigt eine Auflistung ausgesuchter fliegender aktiver Einheiten (ohne Schul- und Ergänzungsverbände) der Luftwaffe der Wehrmacht, die hier zwischen 1940 und 1944 stationiert waren. Während dieser Zeit befand sich zirka zwei Kilometer weiter östlich, also östlich der heutigen Autobahn A-16 und nördlich von Nivillers, ein Satellitenflugplatz, der keine eigene Start- und Landebahn besaß, sondern über Rollwege mit dem Hauptplatz verbunden war. Die Luftwaffe bezeichnete ihn als Flugplatz Beauvais–Nivillers.
| Von            | Bis           | Einheit                                       |
| -------------- | ------------- | --------------------------------------------- |
| Juni 1940      | Oktober 1940  | I./KG 76 (I. Gruppe des Kampfgeschwaders 76)  |
| März 1941      | Mai 1941      | II./KG 77                                     |
| August 1941    | Oktober 1941  | III./KG 40                                    |
| Juli 1942      | August 1942   | II./KG 54                                     |
| September 1942 | Dezember 1942 | II./KG 6                                      |
| Dezember 1942  | Februar 1943  | I./KG 6                                       |
| März 1943      | Juni 1943     | I./KG 6                                       |
| August 1943    | Oktober 1943  | II./JG 26 (II. Gruppe des Jagdgeschwaders 26) |
| Juni 1944      | Juni 1944     | III./JG 1                                     |

### Nach dem Krieg
Der Flugplatz wurde Anfang September 1944 durch alliierte Bodentruppen befreit und notdürftig instand gesetzt. Als Advanced Landing Ground A-61 diente er ab Mitte September als Einsatzbasis der Ninth Air Force der United States Army Air Forces. Hauptnutzer war bis Mitte März 1945 die 322d Bombardment Group, ein B-26-Verband. Daneben lag hier bis Januar 1945 die 1st Pathfinder Squadron (Provisional). Später wurde er auch durch Transportflugzeuge angeflogen. Mitte August 1945 wurde der Flugplatz an die französischen Behörden zurückgegeben.
Mit Beginn des Kalten Kriegs wurde der Flugplatz ein Ausweichplatz der NATO, jedoch kam es nicht zum Ausbau des damals üblichen Standards zum Betrieb von Strahlflugzeugen, so dass das Bündnis nach 1953 keinen Bedarf mehr für die Beauvais–Tillé Air Base hatten.
Im Jahr 1956 konnte er daher für die zivile Luftfahrt geöffnet werden und 1979 wurde ein ziviles Terminal eröffnet. Er wurde ab 2005 modernisiert und besitzt seit 2010 ein zweites Terminal.
Der Flughafen wird heute nicht wie die anderen Flughäfen im Großraum Paris, Charles de Gaulle, Le Bourget und Orly, von Aéroports de Paris betrieben, sondern von einem kommunalen Zweckverband.

## Ausstattung
Der Flughafen verfügt derzeit über die beiden Terminals 1 und 2. Die längste Start- und Landebahn 12/30 ist seit 2009 mit einem Instrumentenlandesystem der Kategorie CAT III ausgestattet und kann seither auch bei ungünstigen Wetterbedingungen angeflogen werden.

## Lage und Verkehrsanbindung
Der Flughafen liegt bei Beauvais, 84 km nördlich von Paris und außerhalb der Grenzen der französischen Hauptstadtregion Île-de-France im Département Oise. Er ist über die Autoroute A16 an Paris angebunden. Von Paris gibt es bis zu 16 tägliche Busverbindungen zum Flughafen nach Beauvais. Die Einstiegsstelle befindet sich an der Station Porte Maillot der Métro Paris. Eine einfache Fahrt dauert je nach Verkehrslage etwa 70 bis 100 Minuten.

## Fluggesellschaften und Ziele
Beauvais-Tillé wird ausschließlich von Billigfluggesellschaften angeflogen. Ryanair ist die größte Fluggesellschaft am Flughafen, die ihn seit Ende 2020 als „Basis“ nutzt. Auch Wizz Air, Volotea, Hi Sky und SkyUp sind am Flughafen vertreten.

## Zwischenfälle
- Am 18. Mai 1945 wurde eine Douglas DC-3/C-47A-80-DL der United States Army Air Forces (USAAF) (Luftfahrzeugkennzeichen 43-15081) beim Start vom Flughafen Beauvais-Tillé irreparabel beschädigt. Über Personenschäden ist nichts bekannt.[5]

- Am 25. Juni 1945 wurde eine Douglas DC-3/C-47A-75-DL der United States Army Air Forces (USAAF) (42-100938) bei einem Landeunfall auf dem Flughafen Beauvais-Tillé irreparabel beschädigt. Über Personenschäden ist nichts bekannt.[6]

- Am 18. März 1955 kollidierte eine Douglas DC-3 der Air France (F-BAXL) unmittelbar nach dem Start von der Startbahn 31 mit einer Hochspannungsleitung. Neun Personen an Bord kamen ums Leben.[7]

- Am 14. April 1966 setzte eine Airspeed Ambassador der Dan-Air (G-ALZX) bei der Landung sehr spät auf, überrollte das Landebahnende und kollidierte mit einem Erdhaufen. Die Maschine wurde irreparabel beschädigt. Alle 59 Insassen überlebten.[8]